# Eucnemesaurus fortis
L'eucnemesauro (Eucnemesaurus fortis) è un dinosauro primitivo vissuto nel Triassico superiore e i cui resti sono stati rinvenuti in Sudafrica.

## Un gigante primitivo
Questo dinosauro è poco conosciuto, ed è noto solo per alcune ossa di vari esemplari. Nonostante ciò, l'eucnemesauro è piuttosto importante perché è considerato uno dei primi veri giganti del Mesozoico. Spesso confuso con Euskelosaurus o Plateosauravus, questo grande erbivoro primitivo è stato rinvenuto in strati molto antichi (Carnico - Norico, circa 215 milioni di anni fa), ed è uno dei prosauropodi più antichi. Vagamente simile ai successivi sauropodi (che includono i famosi Apatosaurus e Diplodocus), l'eucnemesauro era dotato di un corpo voluminoso e di zampe particolarmente robuste e dotate di artigli, ma specializzate in modo tale da far pensare che questo animale non potesse essere un antenato diretto dei prosauropodi.  Il collo, probabilmente, era molto allungato e sormontato da una piccola testa.

## Confusione tassonomica

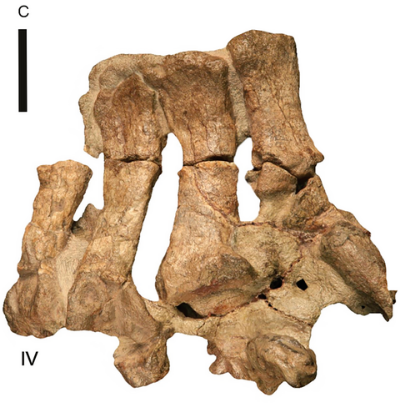
Ossa del piede di Eucnemesaurus entaxonis

Descritto per la prima volta nel 1920 sulla base di resti di zampe particolarmente frammentari, questo dinosauro ha avuto un destino tassonomico particolarmente sfortunato. Poco dopo la sua descrizione formale, l'eucnemesauro è stato incluso nella specie Euskelosaurus browni precedentemente descritta, e considerato un sinonimo posteriore. Tempo dopo, un femore frammentario rinvenuto nell'800 fu ascritto allo stesso animale, ma solo per poi essere ritenuto appartenere a un gigantesco carnivoro herrerasauride, descritto con il nome di Aliwalia rex nel 1985. Le affinità di questo reperto con i prosauropodi, comunque, sono state ristabilite nel 2006 grazie alla scoperta di un altro femore, questa volta rinvenuto insieme ad altre ossa appartenenti a uno scheletro postcranico, il quale ha permesso di ridescrivere anche il "vecchio" materiale frammentario che in passato era considerato appartenere a Euskelosaurus. In particolare, analogie sono state proposte con il genere Riojasaurus rinvenuto in Argentina. In sostanza, Eucnemesaurus fortis è "resuscitato" dopo oltre ottant'anni di confusione tassonomica.